# Tadeusz Rostworowski
Tadeusz Maria Rostworowski z Rostworowa herbu Nałęcz (ur. 21 marca 1860, zm. 23 sierpnia 1928 w Wilnie) – polski architekt i malarz.

## Życiorys
Pochodził z wielkopolskiej rodziny ziemiańskiej i szlacheckiej wywodzącej się z dóbr Rostworowo pod Poznaniem. Był bratem malarza Stanisława Jakuba Rostworowskiego. Ukończył gimnazjum w Warszawie, później Cesarską Akademię Sztuk Pięknych w Petersburgu. Dyplom z architektury zrobił w 1885 r. Uczył się pod kierunkiem Alfreda Parlanda i Vasila Kennela. Później studiował w Krakowie, Monachium i Paryżu. Po studiach zamieszkał w Wilnie, gdzie szybko stał się popularną postacią w towarzystwie i modnym architektem. Wybudował, między innymi, pałac Puttkamerów w Bolcienikach w stylu angielskiego neogotyku z czerwonej cegły. Zaprojektował i sfinansował budowę reprezentacyjnego hotelu St. Georges w Wilnie. Otworzył go w 1894 r., a dwa lata później sprzedał spółce obywatelskiej zostawiając sobie reprezentacyjny apartament. Był właścicielem trzech czynszowych kamienic i wytwórni ołówków Furtuna w Wilnie, która, jako jedna z czterech („St. Majewski i S-ka” w Pruszkowie, fabryka F. Schatzmana, Veritas A. Goldsobla i M. Idzikowskiego z Warszawy) weszła w skład Towarzystwa Akcyjnego utworzonego w 1898 r. przez Stanisława Majewskiego – założyciela pruszkowskiej fabryki ołówków. Posiadał majątek Leśna na Suwalszczyźnie.
W 1898 r. Rostworowski ożenił się z Zofią Oskierką, z którą miał syna Andrzeja (1899–1980), ziemianina, oficera saperów WP, i córkę Różę (1903–1961), która była dyrektorką Wydziału Ogrodnictwa w Ministerstwie Rolnictwa. Zmarł nagle na atak serca w hotelu St. Georges w Wilnie. Spoczywa na cmentarzu Na Rossie w Wilnie

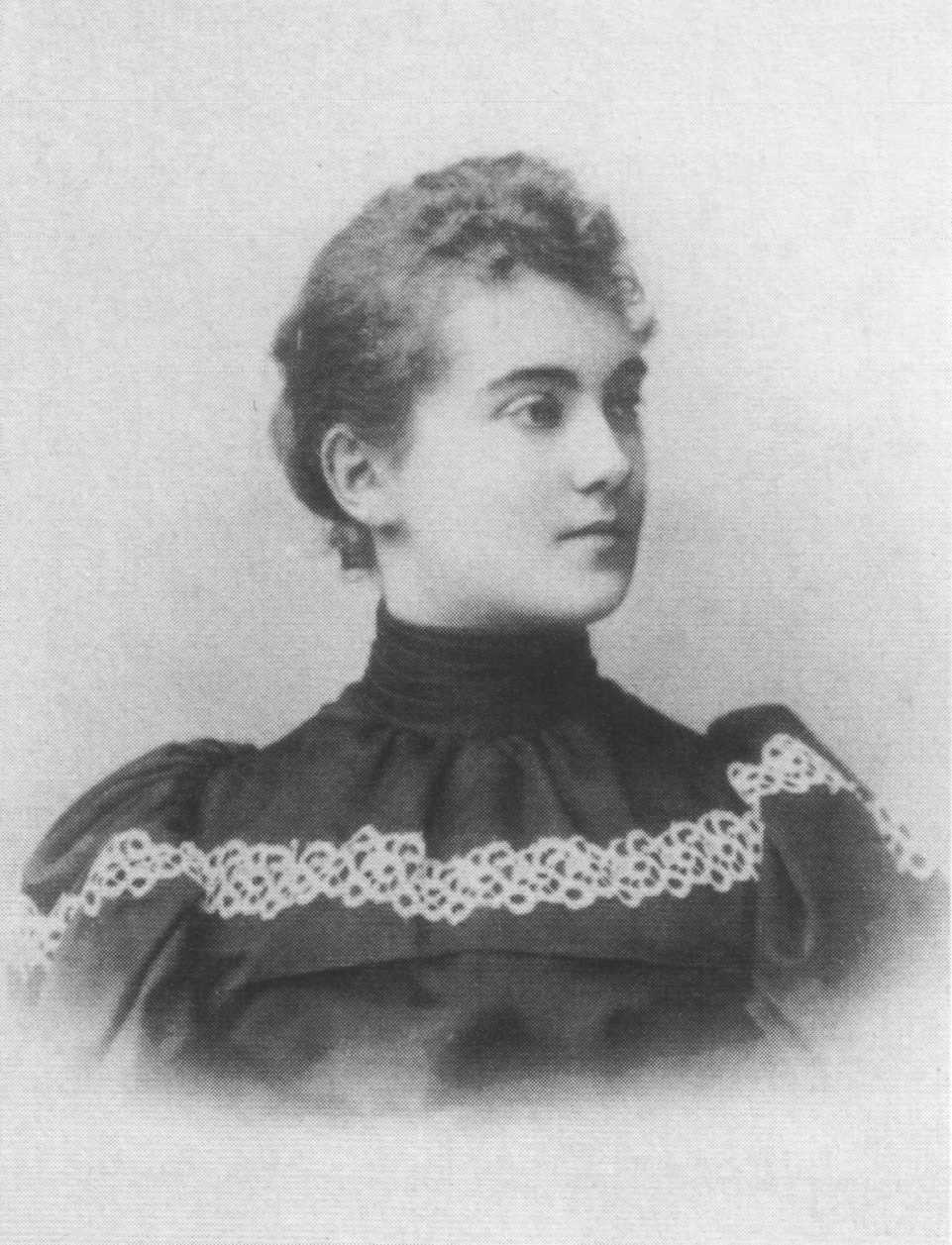
Zofia Rostworowska (1873-1953), córka Aleksandra Oskerki (1830-1911) i żona Tadeusza Rostworowskiego

## Najbardziej znane projekty
- pałac Puttkamerów w Bolcienikach w stylu angielskiego neogotyku (1890-1896)
- pałac carski w Białowieży we współpracy z N. J. de Rochefortem
- rozbudowa drewnianego dworku Chomińskich z XVIII w.
- budowa hotelu St. Georges w Wilnie (1893)[6]
- przebudowa pałacu Ignacego Korwin-Milewskiego w Wilnie, styl neobarokowy (1895)
- rozbudowa neogotyckiego pałacu Władysława Tyszkiewicza – polskiego ziemianina, właściciela dóbr w Landwarowie (1899) – we współpracy z belgijskim architektem de Waegh.
- dwór Wańkowiczów w Rudakowie (1900), we współpracy z Bronisławem Mineyko
- Dyrekcja Kolei w Wilnie
- pałac Biszewskich w Łyntupach

Rostworowski wybudował lub przebudował blisko trzydzieści kościołów na Podlasiu i Litwie, między innymi: neorenesansowy kościół w Parafianowie, kościoły w miejscowościach: Bieniakonie (1901), Landwarów, Malaty, Krewo, Biała Waka.